# Efferia loewi
Efferia loewi este o specie de muște din genul Efferia, familia Asilidae. A fost descrisă pentru prima dată de Luigi Bellardi în anul 1862. Conform Catalogue of Life specia Efferia loewi nu are subspecii cunoscute.